# 朴英淳
朴英淳（：／ Park Young-soon，1964年12月7日—），大韓民國自由派政治人物，第21屆國會議員。